# Seqüela (medicina)
Una seqüela és un trastorn patològic resultant d'una malaltia, tractament o traumatisme. Típicament, una seqüela és una malaltia crònica que és una complicació que segueix un trastorn més agut. És diferent del primer trastorn, però és una conseqüència d'aquest. En el temps, una seqüela contrasta amb un efecte tardà, on hi ha un període, de vegades fins a diverses dècades, entre la resolució del trastorn inicial i l'aparició de l'efecte tardà.